# Mark E. Davis
Mark E. Davis (* 14. Oktober 1955 in Ellwood City, Pennsylvania) ist ein US-amerikanischer Chemieingenieur am California Institute of Technology (Caltech).
Davis hat sich in einer ersten Phase seiner akademischen Karriere um die Entwicklung neuer katalytischer Materialien verdient gemacht. Mit der Krebserkrankung (1995) seiner Frau Mary widmete er sich erfolgreich der Entwicklung neuer Krebsmedikamente auf der Basis der Medikamentenfreisetzung aus Polymeren.

## Leben und Wirken
Davis studierte an der University of Kentucky Chemieingenieurwesen (Bachelor 1977, Master 1978, Ph.D. 1981). Von 1981 bis 1991 war er am Virginia Polytechnic Institute and State University, zuletzt als Lehrstuhlinhaber (Chair) für Chemieingenieurwesen. 1991 ging er an das California Institute of Technology, wo er zuletzt Warren and Katharine Schlinger Professor of Chemical Engineering war. Außerdem war Davis Mitglied des Programms für experimentelle Therapien am Jonsson Comprehensive Cancer Center der University of California, Los Angeles. 2023 wurde er emeritiert.
Davis und Mitarbeiter entwickeln organische oder hybrid organisch-anorganische Feststoffe, die geeignet sind, eine molekulare Erkennung und eine Katalyse beziehungsweise eine Protonen- oder Ionen-Konduktion zu leisten. Weitere Arbeiten befassen sich mit neuen Polymeren, die makromolekulare Wirkstoffe transportieren können (darunter Nukleinsäuren), und mit allgemeinen Konzepten der Selbstassemblierung zwischen organischen und anorganischen Vorläufersubstanzen – mit dem Ziel, die Assemblierung hin zu Materialien mit bestimmten gewünschten Eigenschaften zu steuern.
Zu Davis’ Erfolgen gehören die Entwicklung neuartiger Molekularsiebe, die Vergrößerung der Porengröße bestimmter Zeolithe auf über 1 nm und die Etablierung der supported aqueous phase catalysis, mit der sich insbesondere chirale Medikamente synthetisieren lassen. Nach der Krebserkrankung seiner Frau entwickelte Davis Systeme zur gezielten Medikamentenfreisetzung, die die Toxizität einer Chemotherapie vermindern und die Wirksamkeit erhöhen sollen. So koppelte er zum Beispiel Nanopartikel auf der Basis von Cyclodextrinen mit Camptothecin.
Laut Google Scholar hat Davis einen h-Index von 137, laut Datenbank Scopus einen von 119 (jeweils Stand August 2025).

## Auszeichnungen (Auswahl)
- 1990 Alan T. Waterman Award[3]
- 1997 Mitglied der National Academy of Engineering[4]
- 2005 E. V. Murphree Award in Industrial and Engineering Chemistry der American Chemical Society[5]
- 2006 Mitglied der National Academy of Sciences[6]
- 2009 Ehrendoktorat der University of Kentucky
- 2011 Mitglied des Institute of Medicine (heute National Academy of Medicine)[7]
- 2014 Gabor A. Somorjai Award for Creative Research in Catalysis der American Chemical Society
- 2014 Prinzessin-von-Asturien-Preis in der Kategorie wissenschaftliche und technische Forschung[8]
- 2015 Fellow der National Academy of Inventors